# Obrazek
Obrazek – zwięzły utwór fabularny pisany wierszem lub prozą, wyróżniający się autentyzmem postaci i języka, uprawiany głównie w okresie pozytywizmu. Odmiana opowiadań o charakterze scenki rodzajowej, portretu psychologicznego lub opisu sytuacji z życia określonego środowiska.
Stanisław Sierotwiński w swoim Słowniku terminów literackich opisał obrazek jako "krótkie opowiadanie, nowelka przedstawiająca plastycznie drobny wycinek rzeczywistości".
Przykładem obrazka jest utwór Stefana Żeromskiego Zmierzch.